# Abbassia
Abbassia (arabiska: العباسية) är en stadsdel i distriktet (kism) Al Waili i nord-östra delen av Kairo, Egypten, som gränsar till distrikten Ain Shams, Heliopolis, Nasser City och Hadaiq al-Qubbah. Distriktet präglas av en typisk stadsbebyggelse med lägre och medelhöga byggnader samt med inslag av några mindre parker.
Det fick sitt namn från ett palats byggt under mitten av 1800-talet av Pasha Abbas I av Egypten, sonson till vicekung Muhammed Ali av Egypten.